# 1958 en Belgique
Chronologie de la Belgique
- 1954
- 1955
- 1956
- 1957
- 1958
- 1959
- 1960
- 1961
- 1962

Cette page concerne des événements d'actualité qui se sont produits durant l'année 1958 du calendrier grégorien, en Belgique.

## Chronologie

### Janvier
- Du 1er janvier au 30 juin : présidence belge du Conseil de la Communauté économique européenne.

### Avril

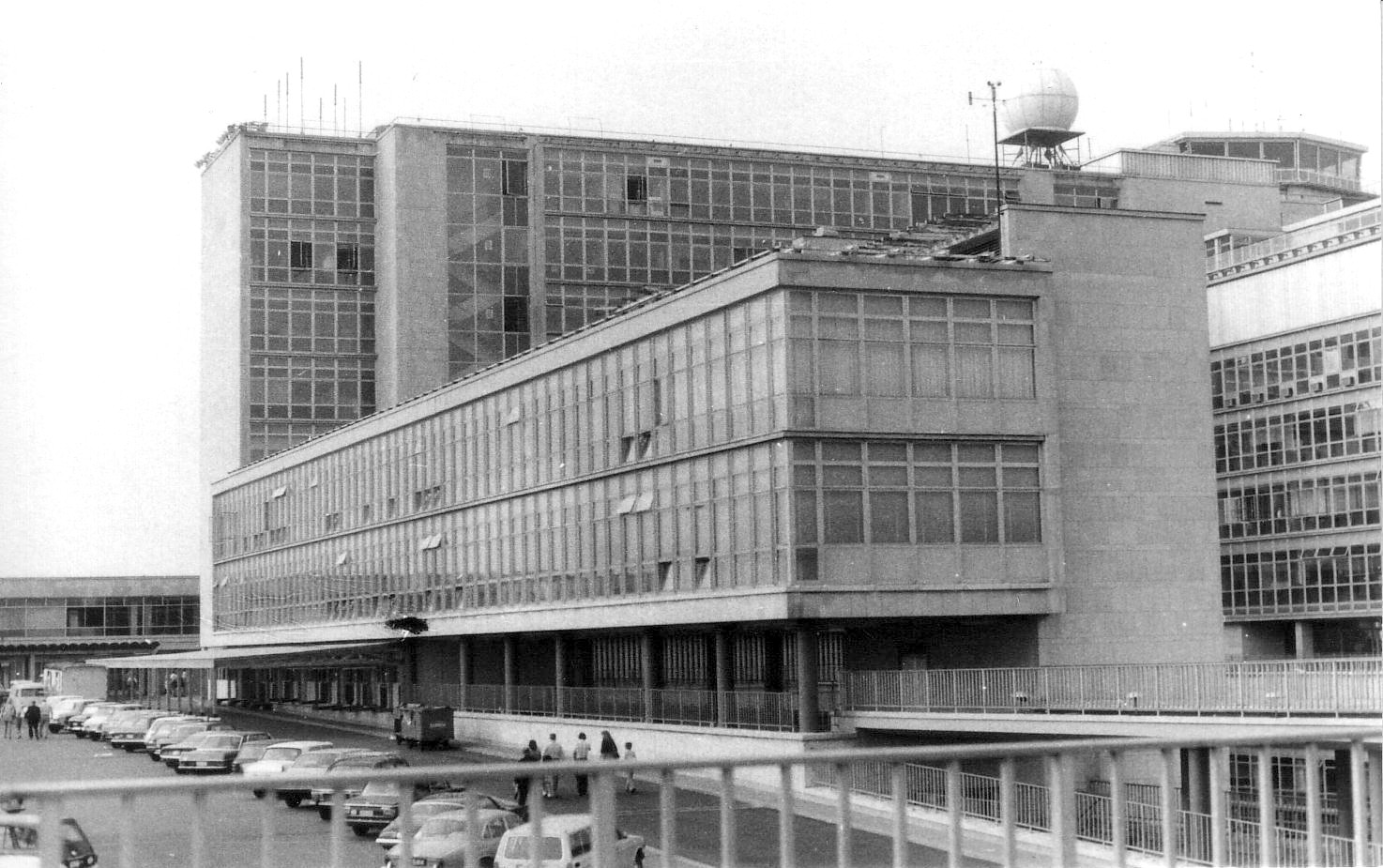
L'aérogare 58, terminal de l'aéroport de Bruxelles.

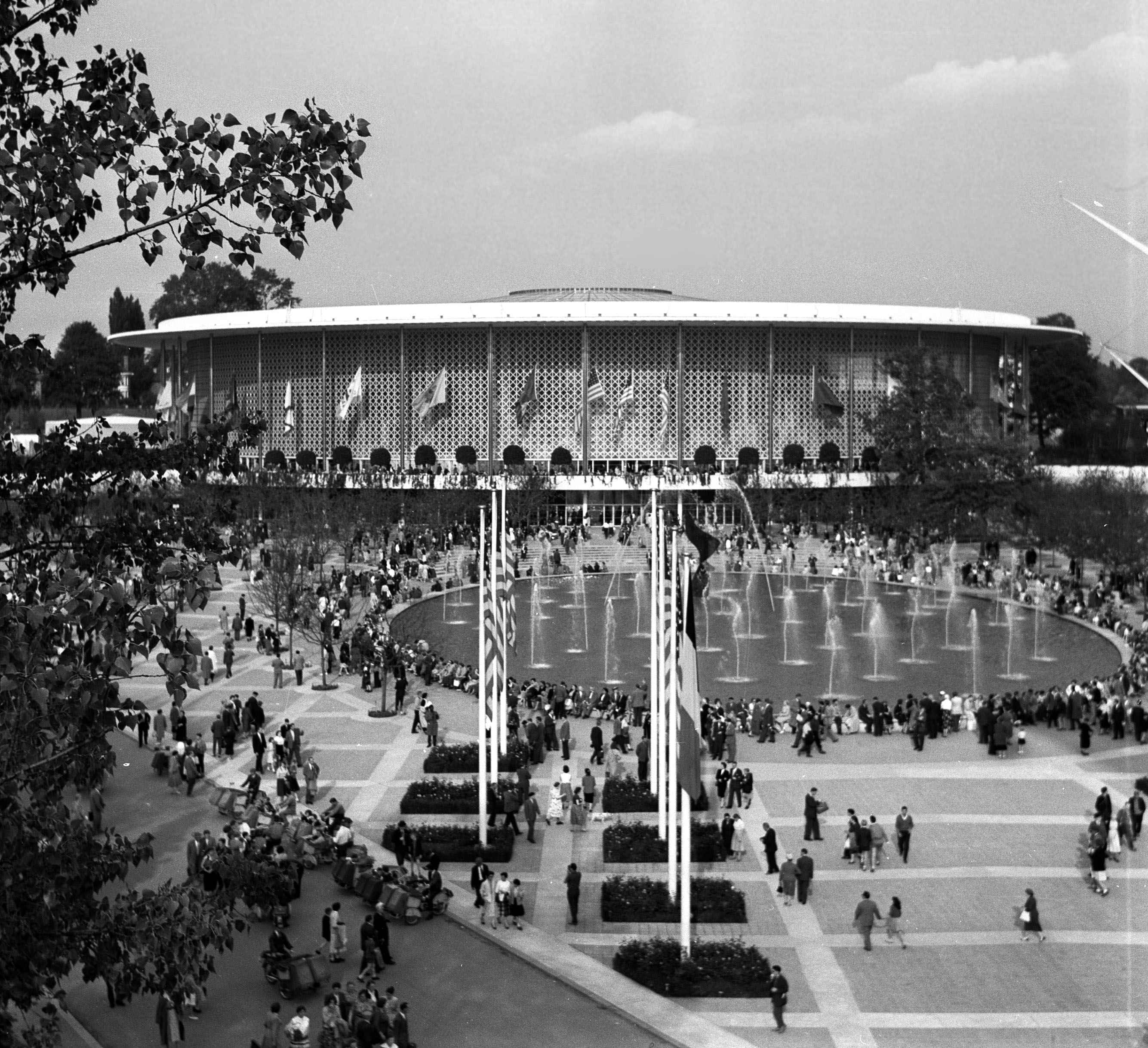
Pavillon américain à l'exposition universelle de 1958.

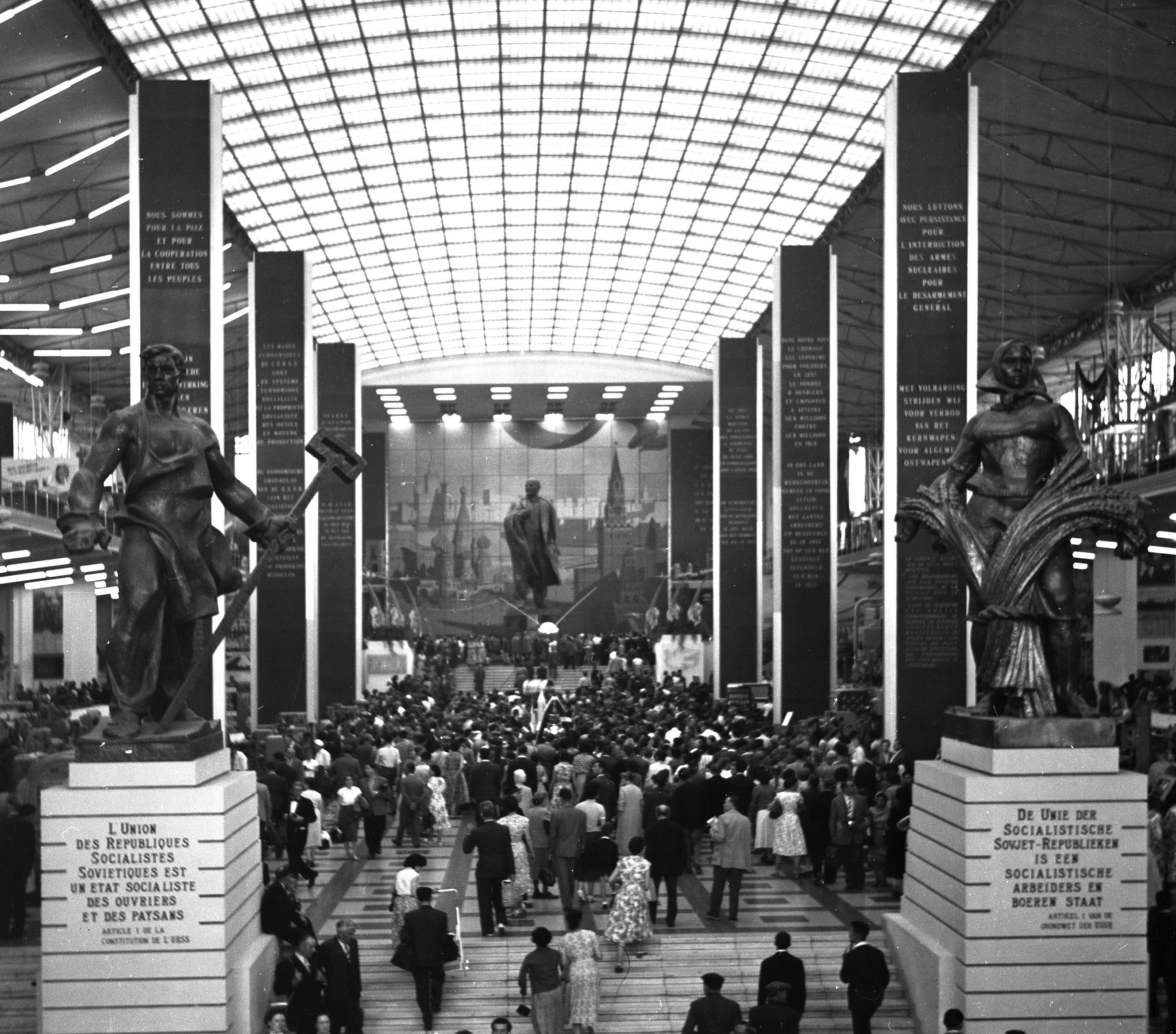
Intérieur du pavillon de l'URSS à l'exposition universelle de 1958.

- Du 17 avril au 19 octobre : exposition universelle de Bruxelles[1].
  - Ouverture de la gare de Bruxelles-National-Aéroport et de l'aérogare 58.
  - Inauguration de l'Atomium et du palais des Congrès.
  - Inauguration de la nouvelle gare de Liège-Guillemins.
- 21 avril : début de la construction de la cité administrative de l’État à Bruxelles.

### Mai
- 18 mai : environ 200 000 personnes défilent dans les rues de Bruxelles pour défendre les intérêts de l'enseignement libre[2].

### Juin
- 1er juin : élections législatives[2].
- 26 juin : installation du gouvernement Gaston Eyskens II (sociaux-chrétiens).

### Aout
- 8 août : début des travaux de la « Commission nationale pour l'étude des problèmes de l'enseignement »[3].

### Octobre
- 14 octobre : élections communales[1].

### Novembre
- 4 novembre : démission du gouvernement Gaston Eyskens II[4].
- 6 novembre : installation du gouvernement Gaston Eyskens III (sociaux-chrétiens et libéraux)[4].
- 20 novembre : signature officielle du pacte scolaire[4].

### Décembre
- 10 décembre : le Père Dominique Pire reçoit le prix Nobel de la paix à Oslo pour son travail en faveur des réfugiés après la Seconde Guerre mondiale[5].

- 23 décembre : l'effondrement de la champignonnière de Roosburg fait 18 morts à Sichem-Sussen-et-Bolré dans la province de Limbourg.

## Culture

### Architecture

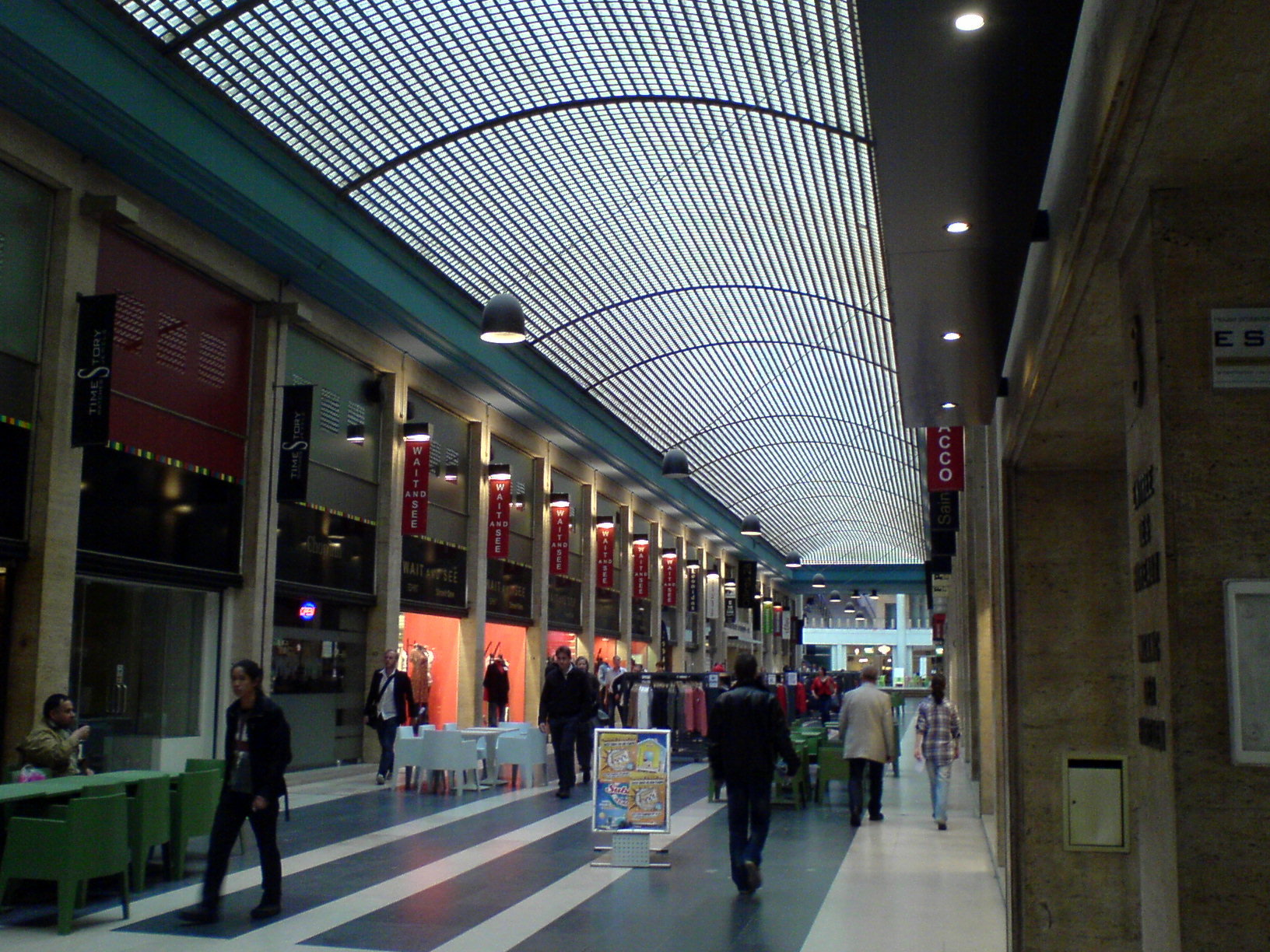
Galerie Ravenstein (Bruxelles)
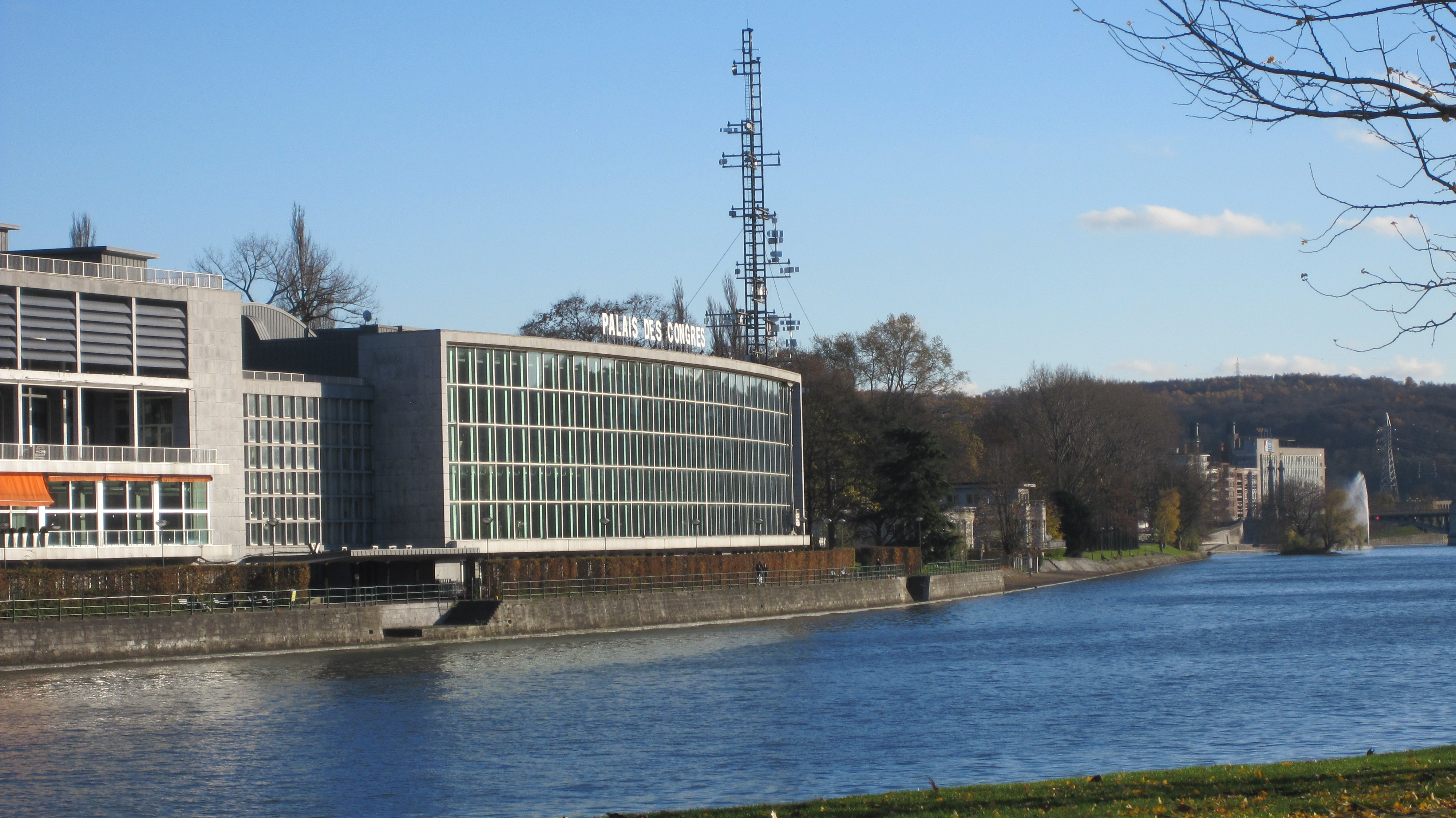
Palais des congrès de Liège.
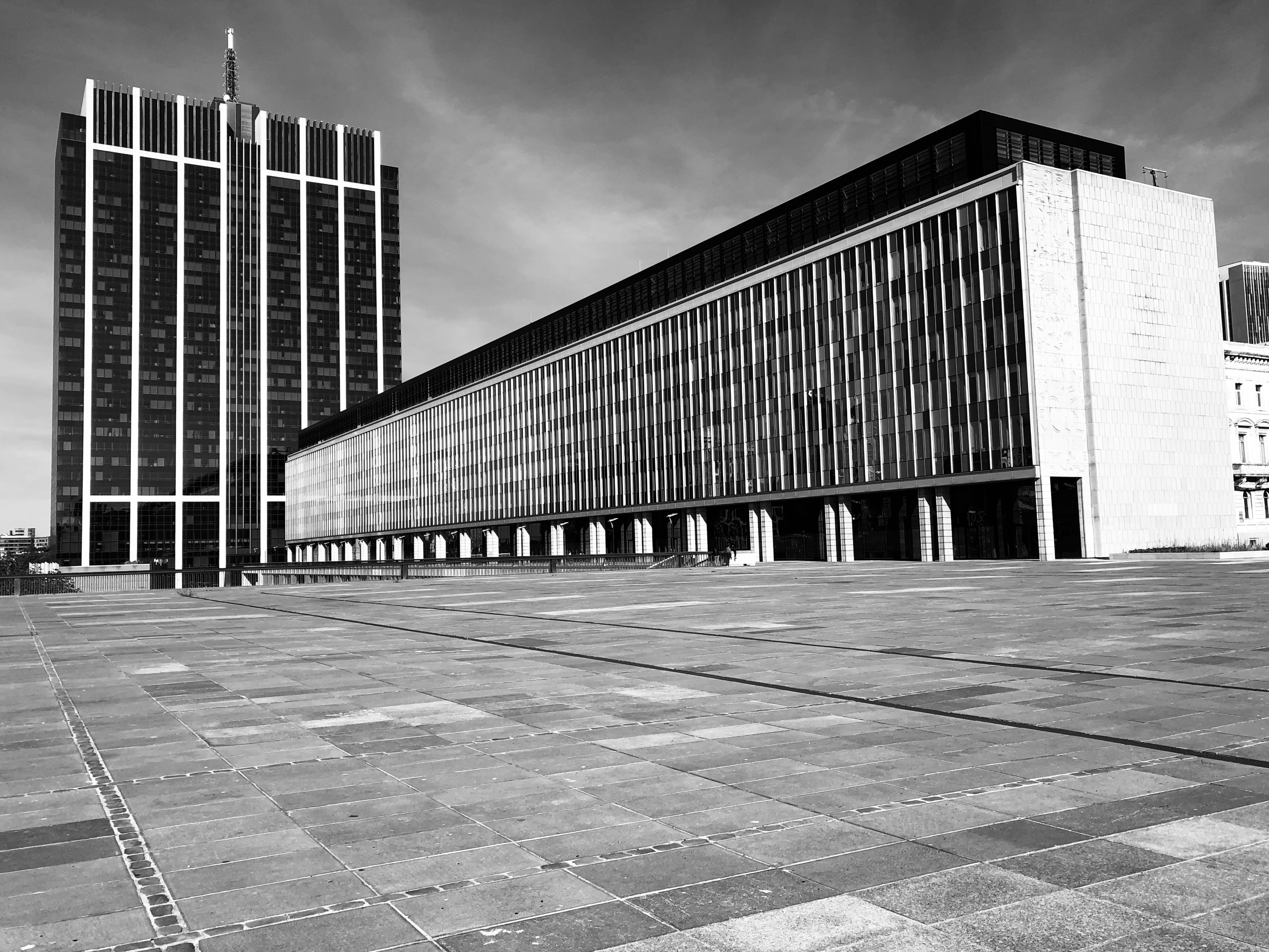
La cité administrative de l’État à Bruxelles.

### Bande dessinée
Albums parus en 1958 :
- Alerte aux Pieds-Bleus de Morris.
- Alerte en Malaisie et Buck Danny contre Lady X de Jean-Michel Charlier et Victor Hubinon.
- Coke en stock d'Hergé.
- Les Cousins Dalton et Lucky Luke contre Joss Jamon de Morris et Goscinny.
- Le Gang du diamant de Jijé et Jean-Michel Charlier.
- Le Glaive de bronze de Sirius.
- L'Inconnu de la Villa Mystère de Mitacq et Jean-Michel Charlier.
- Passez muscade et Le Retour de Choc de Will et Maurice Rosy.
- La Piste du Grand Nord de Jijé et Goscinny.
- Valhardi contre le Soleil Noir de Jijé.

### Cinéma
- Bruxelles, rendez-vous des nations, film documentaire de Paul Haesaerts.
- Courrier du cœur, court métrage de Jean-Marie Piquint.
- Les Gestes du repas, court métrage de Luc de Heusch.
- Les Seigneurs de la forêt, film documentaire d'Henry Brandt.
- Six mille habitants, film documentaire de Luc de Heusch.

### Littérature
- Prix Victor-Rossel : Stéphane Jourat, Entends, ma chère, entends.
- Prix Goncourt : Francis Walder, Saint-Germain ou la Négociation (Gallimard).

- L'Année du bac, pièce de théâtre de José-André Lacour[6].
- L'État de grâce, roman de Daniel Gillès[7].
- La morte survit au 13, roman policier de Stanislas-André Steeman.
- Les Sœurs de notre solitude, roman de Constant Burniaux[8].

#### Romans policiers deGeorges Simenon
- Maigret voyage.
- Le Passage de la ligne.
- Le Président.
- Les Scrupules de Maigret.
- Strip-tease.

### Musique
- Fondation de l'orchestre de chambre Les Solistes de Bruxelles.

## Sciences
- Prix Francqui : Léon van Hove (physique théorique, université d'Utrecht)[9].
- Mise en service de la base Roi Baudouin (Terre de la Reine-Maud, Antarctique).

## Naissances
- 21 mars : Michel Bauwens, informaticien.
- 3 août : Olivier Maingain, homme politique.
- 6 août : Didier Reynders, homme politique.
- 25 septembre : Bernard Wesphael, homme politique.
- 28 septembre : Hans Aerts, compositeur et clarinettiste.
- 2 octobre : Laurette Onkelinx, femme politique.

## Décès
- 10 février : Valère Ollivier, coureur cycliste (° 28 septembre 1921).
- 5 avril : Pé Verhaegen, coureur cycliste (° 20 février 1902).
- 20 avril : René Vermandel, coureur cycliste (° 23 mars 1893).
- 23 avril : Léon Devos, coureur cycliste (° 17 janvier 1896).
- 7 novembre : Marcel Orban, compositeur et critique (° 3 novembre 1884).
- 12 novembre : Henri Hoevenaers, coureur cycliste (° 1er mai 1902).
- 28 décembre : Georges Petit, sculpteur (° 14 mars 1879).